# Supercoppa Italiana 2018 (pallamano maschile)
La Supercoppa italiana 2018 è stata la 12ª edizione del torneo di pallamano riservato alle squadre vincitrici, l'anno precedente, della Serie A e della Coppa Italia.
Esso è organizzato dalla FIGH, la federazione italiana di pallamano.
Il titolo è stato vinto dal Pressano, per la prima volta nella sua storia.

## Partecipanti
| Squadre       | Qualificazione               | Partecipazioni precedenti (il grassetto indica la vittoria) |
| ------------- | ---------------------------- | ----------------------------------------------------------- |
| Junior Fasano | Vincitore del campionato     | 5 (2008, 2012, 2014, 2016, 2017)                            |
| Pressano      | Vincitore della Coppa Italia | 1 (2015)                                                    |

## Tabellino
| Arbitri: | Cosenza Schiavone |

|                                                                                     |           |                                                                                 |
| Donoso 6 Knežević 5 Angiolini 3 Bronzo 2 Corcione 2 Radovčić 2 Messina 1 Pugliese 1 | Marcatori | Di Maggio 8 Dallago 5 Alessandrini 4 Giongo 4 Bolognani 1 Dedović 1 Fadanelli 1 |